# Казинка (Псковская область)
Казинка — деревня в Себежском районе Псковской области России.
Входит в состав сельского поселения Себежское.

## География
Находится на юго-западе региона, в центральной части района, у границы с Белоруссией, в лесной местности между озёрами Ница и Ярица, на территории национального парка «Себежский».
Уличная сеть не развита.

## История
В 1802—1924 годах земли поселения входили в Себежский уезд Витебской губернии.
В 1941—1944 гг. деревня находилась под фашистской оккупацией войсками Гитлеровской Германии.
С января 1995 до июля 2010 года деревня входила в состав ныне упразднённой Глембочинской волости.

## Население
| 2001 | 2002 | 2010 |
| ---- | ---- | ---- |
| 40   | ↘34  | ↘26  |

Численность населения деревни по оценке на начало 2001 года составляла 40 жителей.
Согласно результатам переписи 2002 года, в национальной структуре населения русские составляли 94 % от общей численности в 34 чел..

## Инфраструктура
Личное подсобное хозяйство.

## Транспорт
Деревня доступна по автодороге общего пользования регионального значения 58К-558 Себеж — Глубочица — Граница с Республикой Беларусь